# Azerbajdžansko vrijeme
Azerbajdžansko vrijeme (AZT) vremenska je zona koja se koristi u Azerbajdžanu. Jednaka je vremenskoj zoni UTC+4. Vrijeme u Azerbajdžanu regulira Državni komitet za standardizaciju, meteorologiju i patente Azerbajdžana. 
Do 2015. godine u Azerbajdžanu se provodilo ljetno računanje vremena (AZST). AZST je odgovarao vremenskoj zoni UTC+5. Prema odluci Kabineta ministara Azerbajdžanske Republike od 17. veljače 1997. godine „O prelasku teritorija Azerbajdžana na ljetno i zimsko vrijeme“, u Azerbajdžanu se svake posljednje nedjelje u ožujku sat pomicao za jedan sat unaprijed, a svake posljednje nedjelje u listopadu za sat unazad.
U Azerbajdžanu je od 27. ožujka 2016. godine odlukom Kabineta ministara Azerbajdžanske Republike ukinuto ljetno računanje vremena.

## Vremenske razlike susjednih država
- Gruzija,  Armenija (uključujući i nepriznati Gorski Karabah),  Rusija (Samara & Udmurtija) – ista vremenska razlika tijekom cijele godine
- Turska – -1 sat tijekom cijele godine
- Iran – -30 minuta ljeti, +30 minuta zimi

## Vanjske poveznice
- (engl.) Time and Date: AZT – Azerbaijan Time